# Cryophlebia
Cryophlebia is een geslacht van haften (Ephemeroptera) uit de familie Leptophlebiidae.

## Soorten
Het geslacht Cryophlebia omvat de volgende soorten:
- Cryophlebia aucklandensis